# Phyllophaga skelleyi
Phyllophaga skelleyi är en skalbaggsart som beskrevs av Robert E. Woodruff och Beck 1989. Phyllophaga skelleyi ingår i släktet Phyllophaga och familjen Melolonthidae. Inga underarter finns listade i Catalogue of Life.